# Memories (Within Temptation)
Memories è il secondo singolo degli olandesi Within Temptation, estratto dal loro terzo album, The Silent Force. Questo singolo a suo tempo ha raggiunto l'undicesima posizione delle classifiche olandese.

Per questo singolo è stato girato anche un videoclip in cui "un'anziana Sharon" ricorda alcuni episodi del suo passato entrando in una vecchia casa abbandonata, probabilmente di sua appartenenza in giovinezza. Il resto della band viene coinvolta nel video nelle vesti di musicisti classici.

## Tracce
1. Memories (Single Version) – 3:28
2. Destroyed – 4:54
3. Aquarius (Orchestral Version) – 4:46
4. A Dangerous Mind (Live @ Le Bataclan Paris 2004) – 4:08
5. Memories (Live @ Le Bataclan Paris 2004) – 4:01

DVD Side:
1. A Dangerous Mind (Live @ Le Bataclan Paris 2004)
2. Memories (Live @ Le Bataclan Paris 2004)
3. Backstage Paris